# Jean Streff
Œuvres principales
- Le Masochisme au cinéma (1978)
- Traité du fétichisme à l'usage des jeunes générations (2005)

Jean Streff, né le 26 janvier 1945 à Paris et mort le 27 septembre 2023 à Auxon (Aube), est un essayiste, romancier, scénariste et réalisateur français. 
L'œuvre littéraire de Jean Streff est particulièrement orientée vers l'étude des pratiques sexuelles paraphiles telles le fétichisme, le sadomasochisme et le BDSM.

## Biographie
Jean Streff passe une enfance et une adolescence solitaire, entre religion et interdits, qu’il racontera en détail dans son premier roman : Vincent Plantier.  « Ce livre pourrait bien devenir l’album de famille de la génération d’après-guerre », écrit à sa sortie Roland Jaccard dans Le Monde.
Il y évoque Marcel Schneider, son professeur de français en classe de première, qui lui fait découvrir la littérature sous un autre angle que l'austère Lagarde et Michard, bible de l'enseignement littéraire pour les élèves de l'époque. Ce sera une révélation.
Après le Bac, il entame des études de médecine souhaitées par ses parents. Il les abandonnera très vite, ainsi que le foyer familial, pour se tourner vers le cinéma et l'écriture.
En 1986, il rencontre Élizabeth Prouvost, alors chef opératrice et aujourd’hui photographe. Il l'épouse en 1990. 

## Parcours

### Années 1960
Après avoir quitté la faculté de Médecine, Jean Streff devient assistant de réalisateurs aussi diversifiés que José Bénazéraf ou Maurice Pialat  et réalise plusieurs courts-métrages, dont l’un d’eux, L’Acte ou l’autobus de la ligne 14/18, sera sélectionné au Festival de Cannes 1971, section « Un certain regard ».
En 1966, il réalise  Les coudes pointus « OCNI (Objet Cinématographique Non Identifié), Les coudes pointus est le premier court-métrage réalisé par Jean Streff. Le court-métrage est primé au Festival de Hyères en 1967.
En 1969, il participe en tant que rédacteur en chef à IX, revue satirique et libertaire, hébergée par l’agence de presse de l’ex-trotskiste et assistant de Jean-Paul Sartre, Louis Dalmas. Revue qui sera interdite au bout de cinq numéros. Il y interviewe notamment Régine Deforges, Élisabeth Wiener ou Sterling Hayden, l’interprète de Johnny Guitare, Willem y dessine et écrit, avec toutes les fautes d’orthographe qui feront plus tard sa renommée dans Libération ,, ses premières chroniques : « Chez les Métèques ». Philippe Druillet y publie en feuilleton Lone Sloan, album édité chez Éric Losfeld.
Streff et Druillet se sont rencontrés un an plus tôt chez Jean Boullet. Jean Boullet tenait une librairie consacrée au Bizarre, le Kiosque, rue du Château. « Le bonhomme fascine Jean Streff au point que celui-ci loue un petit studio non loin de la mythique librairie », écrira Christophe Bier dans Mad Movies.

### Années 1970
En 1974, il fonde avec Hervé Coville, AFTVMédias, une des premières sociétés de production française à utiliser la vidéo comme support. Il y réalise des captations aussi variées qu’un concert du groupe parodique de l’époque, Au Bonheur des dames, ou Le Creux de la vague, une pièce de Marc’o au Festival d'Avignon avec Pierre Clémenti. En 1978, son premier essai, Le Masochisme au cinéma, est unanimement salué par la critique. Ainsi pouvait-on lire dans Libération : « Le texte étonne par le sérieux de sa problématique, le fondement scientifique de l’analyse ». Ou dans le Bulletin du Centre National de la Cinématographie : « Ce livre remarquablement illustré, parfaitement documenté est un modèle du genre. Très bien écrit, intelligemment présenté, clair, c’est un ouvrage de philosophie du comportement (…) Il n’est pas nécessaire de s’intéresser à ce sujet en particulier pour le lire. Il ouvre trop d’horizons pour rester un texte spécialisé. »
Ce qui n'empêchera pas Christian Bonnet, alors Ministre de l'Intérieur, de l'interdire à l'affichage, publicité et vente aux mineurs. Ces interdictions déclenchent une véritable campagne de presse : Libération, Le Nouvel Observateur, Le Canard enchaîné, Le Matin de Paris, Charlie Mensuel, L'Humanité Dimanche, entre autres. En 1982, Jack Lang, alors tout nouveau Ministre de la Culture, lève toutes les interdictions.
En 1979, il réalise un documentaire sur la plus petite commune de France, Castelmoron-d'Albret. Il y donne la parole et deux caméras vidéo aux habitants pour leur laisser toute liberté d’expression. Le film est censuré par FR3 Bordeaux et sera diffusé dans une version raccourcie sous le titre Une France en miniature.

### Années 1980
Au début des années 1980, il écrit plusieurs scénarios. Il en réalise quelques-uns, comme  La Groupie en 1983, avec Marie Trintignant dans le rôle-titre.
En 1982, il obtient le grand prix du Scénario du Festival international du film fantastique d'Avoriaz pour La Dernière héroïne.
Jean Streff fait également partie à la même époque, avec Jean-Pierre Bouyxou et le théoricien du situationnisme Raoul Vaneigem, de l'aventure des éditions du Bébé Noir, puis de La Brigandine, deux collections érotico-anarchisantes dirigées par Jean-Claude Hache. Il continue parallèlement à écrire des scénarios pour la télévision, notamment avec Richard Caron, ainsi que des ouvrages traitant du fétichisme et du sadomasochisme.
En 1985, il fait, pour le journal L’Organe fondé par Michel Caen, un reportage exclusif avec la photographe Claude Alexandre sur une clinique SM dans les Pyrénées, clinique surréaliste dirigée par le docteur Cosyns. Celui-ci sera arrêté deux ans plus tard, puis relâché, tous les « patients » étant reconnus consentants et aucune vénalité ne venant se mêler à l’affaire.
En 1989, il participe au colloque Sade et le cinéma à Quimper en compagnie de Jean-Jacques Pauvert et d'Annie Le Brun.

### Années 1990
En 1993, il écrit pour la première réalisation d'Élizabeth Prouvost,  Stella-Plage, un court-métrage avec Dominique Pinon et Catherine Jacob.
C’est l’époque où François Marquis, le producteur du film, lui fait rencontrer le metteur en scène de théâtre bolivien Marcos Malavia. Ensemble, ils écrivent une première version de Los Novios de La Muerte, un road-movie à travers la Bolivie sur les traces d’un groupe nazi.
En 1994, il travaille sur une adaptation entièrement en images de synthèse du livre de Jules Verne Vingt mille lieues sous les mers, avec Richard Bohringer dans le rôle du capitaine Nemo. Les premières séquences sont tournées par le réalisateur Didier Pourcel et passeront même en ouverture du JT de 20h de TF1, mais le film restera inabouti.

### Années 2000
En 2001, Jean Streff est invité au Festival du Film de Court-Métrage de Clermont-Ferrand pour une conférence sur le fétichisme et le sadomasochisme au cinéma en compagnie de Gérard Lenne.
L'année suivante, il est interviewé par Irène Omélianenko à propos du fétichisme du pied dans l'émission Sur les docks de France Culture.
Après avoir obtenu le prix Sade pour son essai : Traité du fétichisme à l'usage des jeunes générations (Denoël - 2005), il devient membre du jury, puis secrétaire général.
En 2005, l’émission Mauvais Genre  de France Culture consacre un numéro entier à son œuvre. Émission dans laquelle, François Angelier le présente comme « un des grands désirants des XXe et XXIe siècles français ».
En mars 2006, il est invité par le Centre Pompidou à participer au colloque : « Hans Bellmer : Anatomie du désir », lors de la rétrospective consacrée à l'artiste.
En mai de la même année, il est interviewé dans les bonus du film Maîtresse de Barbet Schroeder édité en DVD par Carlotta Films.

### Années 2010
En mai 2011, dans une interview pour le Figaro Madame, le chanteur et dandy Christophe, à la question « Quel est votre livre de chevet » ? a répondu : « Le Traité du fétichisme à l’usage des jeunes générations de Jean Streff et les Poésies d’Arthur Rimbaud ».
En juin 2011, il participe à l'émission "La Sueur en héritage" sur France Culture. En décembre, l'émission "Cinéma en free style" de Radio Libertaire consacre une heure d'entretien à son œuvre cinématographique et télévisuelle. Cet entretien sera repris dans le livre Le Cinéma libertaire et libertin paru en 2015 aux éditions L'Harmattan.
En novembre 2013, il est invité au Forum Libé de Montpellier : "Le sexe, quel engin !", où il évoque son fétichisme des ... torchons , dû à une femme de ménage chez ses parents, quand il était enfant, qui, au lieu de mettre un tablier, ceignait sa taille d'un torchon. Il évoque cet épisode dans son roman Théorème de l'assassinat. Le même mois, Jean Streff est interviewé par Céline du Chéné dans "L'Encyclopédie du Mauvais Genre"  sur France Culture au cours de l'émission :  « L'amour - fouet ou le monde masochien » . 
En 2015, il publie un nouveau roman "Théorème de l'assassinat", un écrit de jeunesse remanié et préfacé par Claude Louis-Combet : "Théorème de l’assassinat conjugue tous ces éléments : les réminiscences du passé d’un enfant sacrifié, les cauchemars exaltés d’un homme solitaire obsédé par l’idée de tuer, les fantasmes les plus enfouis que peut receler l’âme humaine. Mais c’est également le cri d’amour désespéré d’un homme qui n’a jamais été aimé et qui meuble sa solitude en observant les fissures de son plafond et en se réfugiant dans le ressassement incessant de fantasmes morbides".
La revue littéraire Le Matricule des Anges en profite pour consacrer une double page à son oeuvre (Le Matricule des Anges, numéro 163, mai 2015).
La même année, il coécrit avec le réalisateur Jacques Richard Sélection Officielle, dont le tournage a lieu l'année suivante. Le film sort en 2017, année où est réédité son roman Portrait Convulsif dans la collection Lectures amoureuses de La Musardine.
En juillet 2016, le Traité du Fétichisme à l'usage des jeunes générations sort au Japon avec plus de mille illustrations.
En décembre 2016, il écrit le texte du catalogue "Fetishh" pour l'exposition comparée des œuvres de Claude Alexandre et Michel Haillard à la galerie Sparts à Paris.
La même année France Culture consacre une émission d'une heure au prix Sade.
En septembre 2018, son premier court-métrage, Les Coudes pointus, fait partie du DVD « Les Ombres de la nuit » qui accompagne le volume 3 de la réédition de la revue Midi- Minuit Fantastique aux éditions Rouge Profond. En octobre, La Musardine réédite sa trilogie Lange sous le titre : Les Enquêtes sexuelles de Benoit Lange.
En septembre 2019 sort Loulou, chatte sentimentale, un hommage à une chatte siamoise exceptionnelle qui a partagé 21 ans de la vie du couple Prouvost/Streff.
Depuis 2015, il tient une rubrique intitulée "Cet Objet du Désir" dans NOTO, revue culturelle trimestrielle.
Les archives de Jean Streff sont déposées à l'IMEC (Institut Mémoires de l'Edition Contemporaine) depuis 2015.

### Années 2020
Jean Streff profite du premier confinement lié au Coronavirus, dès le mois de mars 2020, pour corriger les épreuves de la nouvelle édition de son premier essai : Le Masochisme au cinéma aux éditions Rouge profond, enrichie d’une préface de François Angelier et d’un texte inédit de l’auteur. Le livre sortira en octobre, soit en pleine fermeture des librairies.
Confiné dans sa maison de la forêt d’Othe avec sa compagne, il prolonge le séjour tout l’été et finalise son nouveau roman, intitulé provisoirement Le Rêve est fini, mais ce n’est pas encore la nuit. Le livre sortira en mars 2021 sous le titre : En souvenir de demain. Dans le numéro de juin des Lettres françaises, Jean-Claude Hauc évoque un: « petit livre déjanté, mais également revigorant en ces temps de bien-pensance. »
Il continue aussi d’alimenter sa chronique Cet objet du désir, consacrée à chaque partie du corps, dans la revue NOTO et écrit la préface de Carcasses, un livre d’art avec des photographies de Vanda Spengler et Elizabeth Prouvost.
En avril 2021, la revue Amer publie dans son numéro 9 une nouvelle intitulée Bande à part.

## Prix
- Prix Sade 2005 pour Traité du fétichisme à l'usage des jeunes générations
- En 1982, il obtient le Grand Prix du Scénario du Festival international du film fantastique d'Avoriaz (fondation Phillip Morris pour le cinéma) pour La Dernière héroïne[27].

## Œuvres

#### Essais
- 1978 : Le Masochisme au cinéma, éd. Henri Veyrier.
- 1984 : Le Sado-masochisme, éd. Garancière. Traduit en espagnol.
- 1986 : Les Aventuriers du fantasme, éd. Artefact.
- 1990 : Le Masochisme au cinéma, nouvelle édition, H. éd. Veyrier.
- 1999 : Histoire d'œufs, illustrations de Michèle Auer, éd. Ides & calendes.
- 2002 : Les Extravagances du désir, témoignages, La Musardine.
- 2005 : Traité du fétichisme à l'usage des jeunes générations, Éditions Denoël. Traduit en japonais.
- 2020 : Le Masochisme au cinéma, nouvelle éditions, préface de François Angelier, éd. Rouge profond.

#### Romans
- 1979 : Vincent Plantier, éd. Le Signe.
- 1980 : La Peau lisse des nurses, sous le pseudonyme de Gilles Derais, éd. du Bébé noir.
- 1981 : Les Sept merveilles du monstre, sous le pseudonyme de Gilles Derais, éditions de la Brigandine.
- 1981 : Portrait convulsif, éd. D. Leroy.
- 1983 : Tout feu, tout femme, sous le pseudonyme de Gilles Derais, éd. Le Scarabée d'or.
- 2012 : Trilogie Lange, Editions Sous la Cape. Sous le pseudonyme Gilles Derais.
- 2015 : Théorème de l'assassinat, éd. Les âmes d’Atala
- 2017 : Portrait convulsif, nouvelle édition dans la collection Lectures amoureuses de La Musardine.̈
- 2018 : Les Enquêtes sexuelles de Benoit Lange, éd. La Musardine.
- 2019 : Loulou, chatte sentimentale, Z4 Editions.
- 2021 : En souvenir de demain, éd. Douro.

#### Traductions
- 1990 : Artisans de la fantasia ,  Espagnol, éditions Libres de l’index
- 2016 : Traité du fétichisme à l’usage des jeunes générations Japonais: éditions Sakuhin Sha

#### Livres d'art
- 1989 : Les Limbes de l'ange, photos de Gilles Berquet, éd. Rares.
- 2010 : Fait d'...elles, photos de Stéphane Bouelle, éd. Tentation's.
- 2020 : Carcasses, photos d'Elisabeth Prouvost et Vanda Spengler, peintures de Jacques Cauda, éd. Associations libres.

#### Ouvrages collectifs
- 1995 : Objet perdu,  éd. Lachenal & Ritter.
- 2000 : Obliques « spécial Maccheroni », éd. Roger Borderie.
- 2000 : L'Encyclopédie  du sadomasochisme, La Musardine.
- 2001 : La Grande mêlée, éd. In extremis.
- 2005 : Dictionnaire de la pornographie, Presses universitaires de France.
- 2009 : Corps sacré, éd. E/dite.
- 2021 : Amer, éd. Les Ames d'Atala.

#### Portraits
- Catherine Deneuve : Catherine Deneuve sur le canapé[40]
- Romy Schneider : Une histoire pas si simple [41]
- Sylvie Vartan sous le pseudonyme de Jean Renay[42]

### Filmographie

#### Réalisateur
- 1967 : Les Coudes pointus  (court métrage)[43]
- 1972 : L'Acte ou l'autobus de la ligne 14/18  (court métrage)
- 1978 : Au bonheur des dames (court métrage)
- 1979 : Une France en miniature (documentaire)
- 1982 : S'aimer au féminin. S'aimer au pluriel. Découvrir le masochisme. Série vidéo "Ils ont osé" sous le pseudonyme de Gilles Derais.
- Cinéma 16 - 2 téléfilms : 
  - 1981 : Tout est à vendre ?
  - 1984 : La Groupie

#### Scénariste
- 1967 : Les Coudes pointus (court métrage)
- 1970 : La dernière héroïne (film)
- 1972 : L'Acte ou l’autobus de la ligne 14/18 (court métrage)
- 1978 : Au bonheur des dames (court métrage)
- 1979 : Une France en miniature (documentaire)
- 1981 : Tout est à vendre ? (téléfilm)
- 1983 : La Groupie (téléfilm)
- 1989 : 3615 Code Liz (épisode de la série américaine The Hichhiker)
- 1990 : Drôles d'histoires (série télévisée)
- 1992 : Drôles d'histoires (série télévisée)
- 1992 : Plagiat et meurtre (téléfilm)
- 1993 : Stella-Plage (court-métrage)
- 1994 : Vingt mille lieues sous les mers (film)
- 1995 : Los Novios de La Muerte (film)
- 1997 : Magicalement (série télévisée)
- 1999 : Les Yeux nus (film)
- 2001 : La Tueuse (film)
- 2010 : L'Illustre inconnu (docu-fiction)
- 2016 : Sélection Officielle (film)

### Parolier
- 1983 : chansons du téléfilm La Groupie (FR3)
- 2009 : Soleil de minuit, album de Louis Grangié.

## Sur Jean Streff
- Roland Jaccard, « Mère abusive et fils ingrat », Le Monde des livres, 1er juin 1979.
- « Maîtresse sens dessus dessous », entretien avec Jean Streff, dans le DVD de Maîtresse de Barbet Schroeder, 2006.
- François Angelier, France Culture - Il est interviewé par François Angelier, dans l'émission Mauvais genre consacrée à son œuvre littéraire[34].
- L'émission Cinéma en free style a consacré un numéro entier à son œuvre cinématographique et audiovisuelle sur Radio Libertaire[44].
- Libération Cahier spécial  - Causerie sur le Bondage.  Avec Ange-Dominique Bouzet[45].
- Libération - Cahier spécial par Ondine Millot : « Le fétichisme c'est le triomphe de l'imagination et de l'idéalisme »[46].
- Mad Movies n° 254 de Juillet/Août 2012 : "Gilles Derais, reporter SM" par Christophe Bier.
- Le Matricule des Anges n° 163 de mai 2015 - "Jusqu'au bout" par Eric Dussert.